# Arcovenator escotae
Arcovenator escotae Tortosa et al., 2013 è un dinosauro carnivoro estinto, appartenente ai ceratosauri. Visse nel Cretacico superiore (Campaniano, circa 74 milioni di anni fa) e i suoi resti fossili sono stati ritrovati in Francia.

## Etimologia
Il nome generico Arcovenator deriva dal fiume Arc (nei pressi del quale i fossili sono stati ritrovati) e dalla parola latina venator, "cacciatore". L'epiteto specifico, escotae, è in onore di Escota, una società concessionaria di autostrade, la quale ha provveduto ai fondi necessari per lo scavo fin dal 2006.

## Descrizione
Questo animale è noto per resti incompleti, sufficienti però a ipotizzarne l'aspetto. Anche se più bassa, la scatola cranica quasi completa di Arcovenator è piuttosto simile in aspetto e dimensioni a quella di Majungasaurus e Carnotaurus, e ciò fa supporre che Arcovenator fosse lungo circa 5 - 6 metri. La volta cranica mostra un unico carattere diagnostico: un forame a metà del cranio che forse ospitava la ghiandola pineale, situata sulla superficie posteriore di una bassa cupola formata da ossa frontali spesse più o meno quanto quelle di Aucasaurus, ma meno di quelle di Rajasaurus e più di quelle di Rugops. Oltre a ciò, era presente sopra le orbite una bassa fossa con una piccola finestra circondata dalle ossa frontale, lacrimale e postorbitale. Il parietale che circondava le finestre sopratemporali formava creste che, nei pressi del rigonfiamento parietale, si fondevano in una cresta sagittale.
L'osso postorbitale era di forma intermedia tra quella plesiomorfica a T, vista in Eoabelisaurus, e quella derivata a forma di L girata tipica di Carnotaurus, a causa di una lamina d'osso che collegava i suoi processi laterali e ventrali. In modo simile, possedeva un processo dorsale (rispetto all'orbita) dalla superficie ruvida che si prolungava fino al lacrimale, formando una cresta ossea e, in misura minore, una tuberosità rugosa laterale sull'estremità dei processi ventrali. I processi paroccipitali possedevano notevoli barre ossee accessorie ventrali e dorsali, che avvolgevano depressioni accanto al foramen magnum.
La regione dell'orecchio assomigliava a quella di Majungasaurus, anche se se ne differenziava a causa di un processo basipterigoide diretto lateralmente; rispetto a Majungasaurus e altri animali simili, la crista prootica era più corta e un solco anteriore ai forami secondo e terzo del nervo cranico era più piccolo. L'osso squamoso possedeva un processo parietale meno prominente, e l'ornamentazione esterna delle ossa era generalmente meno evidente. I grandi denti (tra i 3 e i 5,5 centimetri) possedevano denticoli sulla porzione apicale della carena mesiale e lungo tutta quella distale, di varia densità.
Le vertebre caudali di Arcovenator erano molto simili a quelle di Majungasaurus, anche se più compresse dorsoventralmente. I centri vertebrali possedevano articolazioni doppiamente cave (anficele), con le faccette corrispondenti di natura intermedia tra quelle di forma circolare di Ilokelesia e quelle ellittiche di Rajasaurus. I processi trasversi degli archi neurali non erano inclinati come quelli del clade Brachyrostra.
La cresta cnemiale della snella tibia di 51 centimetri era ben sviluppata, come in tutti gli abelisauroidi. Possedeva un condilo laterale prossimale più prominente di quello mediale, una leggera curva anterodorsale sulla parte prossimale della cresta fibulare, una notevole cresta longitudinale distale e malleoli appuntiti. La fibula, lunga quasi mezzo metro, possedeva la tipica anatomia dei ceratosauri.

## Scoperta
I resti fossili di Arcovenator escotae furono trovati nei pressi di Pourrières, nel dipartimento del Var (regione della Provenza), durante attività di controllo preventivo paleontologico e archeologico prima che iniziasse la costruzione di un tratto di autostrada tra Châteauneuf-le-Rouge e Saint Maximin. Gli strati in cui sono stati ritrovati i fossili appartengono al Campaniano (76 - 72 milioni di anni fa), alla formazione Argiles Rutilantes inferiore, nel bacino di Aix-en-Provence in Francia sudorientale. L'olotipo di Arcovenator escotae è stato rinvenuto in associazione, in un singolo strato di argilla fluviale, e comprende parti di un cranio, un dente, una vertebra caudale anteriore, una tibia e una fibula destre. Altre due vertebre caudali anteriori e tre denti, trovati nei pressi, sono riferiti alla stessa specie. È inoltre probabile che una mascella di abelisauride scoperta in precedenza, nota come abelisauride di Pourcieux (Carrano e Sampson, 2008), sia riferibile almeno allo stesso genere sulla base della vicinanza di tempo e spazio e dei risultati delle analisi filogenetiche.

## Paleobiologia
Arcovenator escotae visse nell'isola ibero-armorica, una massa di terra piuttosto grande formata da ciò che ora sono alcune parti di Francia, Spagna e Portogallo. Il bacino di Aix-en-Provence era a quel tempo posto a una paleolatitudine di 35° N, e i suoi confini settentrionali e meridionali erano in forma di altipiani calcarei, rispettivamente i massicci di Sainte Victoire e di Etoile. Ad est vi erano le montagne Maure. Il sedimento scorreva lungo i fiumi fino a giungere entro un lago perenne che originava sedimenti aluvionali, fluviali o lacustri al tempo in cui visse Arcovenator, quando il clima era caldo, subumido con stagioni marcate. I resti fossili furono trovati in uno dei vari livelli di una formazione di argilla fluviale, caratteristica di una foce di un fiume, insieme a quelli di squali ibodonti, tartarughe (Foxemys e Solemys), crocodilomorfi (Musturzabalsuchus e Ischyrochampsa), pterosauri azhdarchidi, sauropodi titanosauri, l'ornitopode Rhabdodon e nodosauridi. L'abbondanza di resti frammentari di abelisauridi di media taglia, soprattutto denti, in questa e altre località della regione, indica che questi animali dovevano essere abbastanza comuni in questo ambiente.

## Paleobiogeografia
Vi sono inoltre interessanti implicazioni nella paleobiogeografia degli abelisauroidi: la loro sola presenza nel cosiddetto arcipelago europeo rende incerte le ipotesi che considerano solo i continenti derivati dalla rottura del Gondwana mesozoico. Erano presenti due linee evolutive di abelisauri europei: una basale, comprendente il piccolo Genusaurus dell'Albiano (con l'africano Kryptops come probabile stretto parente), e una più derivata, comprendente Arcovenator del Campaniano (parente di Majungasaurus del Madagascar e di Rajasaurus dell'India).
Dal momento che la distribuzione di caratteri ipotizzata (ottenuta attraverso l'analisi filogenetica) rende improbabile l'ipotesi che queste linee evolutive siano più strettamente imparentate fra di loro che ad altri abelisauridi, ciò suggerisce una più complicata serie di eventi riguardanti la loro biogeografia, con un fenomeno di vicarianza applicabile alla linea più antica e un fenomeno di dispersione oceanica più probabile per la linea più recente. Questi risultati conducono a ritenere l'Africa come un importante punto di contatto faunistico tra Europa, India e Madagascar, mentre il Sudamerica era isolato.

## Tassonomia
Arcovenator è un genere di dinosauri teropodi, all'interno del clade Abelisauridae. Questo gruppo di dinosauri fa parte, insieme ai noasauridi, dei ceratosauri abelisauroidi. Caratteristiche distintive degli abelisauridi erano i loro crani corti e alti con superfici esterne notevolmente ornamentate, le zampe anteriori drasticamente ridotte e le zampe posteriori robuste.
Come in molti cladi di dinosauri, la struttura dell'albero filogenetico degli abelisauridi e quali generi appartengano o meno ai vari sottogruppi è ancora materia di dibattito, dal momento che nuovi dati ottenuti da nuovi fossili e nuove tecniche analitiche determinano uno stato di flusso costante delle ricerche. Arcovenator escotae è il più completo tra gli abelisauridi francesi, insieme a Genusaurus.
Un'analisi filogenetica compiuta da Thierry Tortosa e colleghi, basata in parte su lavori pubblicati precedentemente, ha indicato come questi ultimi articoli (Carrano e Sampson, 2008; Pol e Rauhut, 2012) l'esistenza di un clade comprendente Majungasaurus, Indosaurus e Rajasaurus, in cui si inserisce anche Arcovenator. Il nuovo studio ha indicato questo clade con il nome di Majungasaurinae, considerato una sottofamiglia comprendente tutti gli abelisauri più strettamente imparentati a Majungasaurus che a Carnotaurus. I membri di questo gruppo tassonomico possiedono varie caratteristiche craniche in comune, tra le quali una finestra antorbitale allungata e un osso parietale con una cresta sagittale che si allarga anteriormente a formare una superficie triangolare. L'analisi di Tortosa e colleghi indica inoltre che altri fossili frammentari di ceratosauri francesi sono da assegnare alla famiglia Abelisauridae, e che il genere Abelisaurus sarebbe affine a Carnotaurus.